# One by One (Foo Fighters-album)
A One by One a Foo Fighters 2002-ben megjelent negyedik stúdióalbuma. Az albumot az RCA adta ki 2002. október 22-én. Ezzel a lemezzel vált teljes jogú taggá Chris Shiflett. Az album felvétele nehezen alakult, mivel az elégedetlenség feszültséget váltott ki a tagok között. Később a zenekar úgy döntött, újra rögzíti a teljes albumot Dave Grohl otthoni stúdiójában (Alexandriában, Virginia államban), két hét alatt. Az album olyan sikeres dalokat is tartalmaz, mint az All My Life és a Times Like These.

## Az album dalai
Az összes szám szerzője Dave Grohl, Taylor Hawkins, Nate Mendel és Chris Shiflett, kivéve ahol fel van tüntetve. 
| 1.    | All My Life          | 4:23 |
| 2.    | Low                  | 4:28 |
| 3.    | Have It All          | 4:58 |
| 4.    | Times Like These     | 4:26 |
| 5.    | Disenchanted Lullaby | 4:33 |
| 6.    | Tired of You         | 5:12 |
| 7.    | Halo                 | 5:06 |
| 8.    | Lonely as You        | 4:37 |
| 9.    | Overdrive            | 4:30 |
| 10.   | Burn Away            | 4:59 |
| 11.   | Come Back            | 7:49 |
| 55:11 |                      |      |

## Közreműködők

### Foo Fighters
- Dave Grohl – ének, háttérvokál, ritmusgitár, szólógitár, zongora a Come Back c. számban
- Nate Mendel – basszusgitár
- Taylor Hawkins – dobok, perkusszió
- Chris Shiflett – szólógitár, ritmusgitár, ének a Danny Says c. számban

### Egyéb zenészek
- Brian May – gitár a Tired of You c. számban[1]
- Krist Novoselic – háttérvokál a Walking a Line c. számban
- Gregg Bissonette – dobok a Danny Says c. számban

### Produkció[1]
- Foo Fighters, Nick Raskulinecz; Adam Kasper a Tired of You c. számban – producerek
- Nick Raskulinecz – hangmérnök
- Bob Ludwig, Jim Scott – mixelés
- A.J. Lara, Bob Ludwig, Bob Michaels – mastering
- Melinda Pepler – produkció-koordináció
- A.J. Lara – digitális szerkesztés
- Eddie Escalante – authoring
- Kehni Davis – minőségi ellenőrzés
- Rupesh Pattni – grafika
- Anton Corbijn, Joshua White – fényképészet
- Raymond Pettibon – borítókép
- Raymond Pettibon, Joshua White – illusztrációk
- Hiro Arishima – jegyzetek

## Helyezések
| Lista (2002)                                 | Helyezés |
| -------------------------------------------- | -------- |
| Ausztrália (ARIA Top 50 Albums)              | 1        |
| Ausztria (Ö3 Austria Top 40)                 | 19       |
| Belgium (Ultratop Flandria)                  | 22       |
| Belgium (Ultratop Vallónia)                  | 24       |
| Dánia (Hitlisten Album Top 40)               | 20       |
| Egyesült Királyság (UK Albums Chart)         | 1        |
| Finnország (Suomen virallinen lista)         | 5        |
| Franciaország (SNEP Album Top 100)           | 26       |
| Hollandia (Dutch Charts Album Top 100)       | 12       |
| Írország (IRMA)                              | 1        |
| Japán                                        | 9        |
| Kanada (Billboard Canadian Albums Chart)     | 3        |
| Németország (Media Control Top 100 Album)    | 5        |
| Norvégia (VG-lista Album Top 40)             | 2        |
| Svájc (Schweizer Hitparade Top 100 Albums)   | 28       |
| Svédország (Sverigetopplistan Top 60 Albums) | 3        |
| Új-Zéland (Recorded Music NZ Top 40 Albums)  | 3        |
| USA Billboard 200                            | 3        |
| USA (Billboard Top Internet Albums)          | 3        |

| Ország           | Eladási minősítés |
| ---------------- | ----------------- |
| Ausztrália       | 2x platina        |
| Brazília         | arany             |
| UK               | platina           |
| Finnország       | arany             |
| Japán            | arany             |
| Kanada           | platina           |
| Norvégia         | arany             |
| Svédország       | 2x platina        |
| Egyesült Államok | platina           |

## Díjak és elismerések
| Év   | Díj                                            | Munka       | Eredmény |
| ---- | ---------------------------------------------- | ----------- | -------- |
| 2003 | Grammy-díj a legjobb hard rock teljesítményért | All My Life | Elnyerte |
| 2003 | Grammy-díj a legjobb rock dalért               | All My Life | Jelölve  |
| 2004 | Grammy-díj a legjobb rock albumért             | One by One  | Elnyerte |

## Külső hivatkozások
- A Foo Fighters hivatalos oldala

## Fordítás
- Ez a szócikk részben vagy egészben a One by One (Foo Fighters album) című angol Wikipédia-szócikk ezen változatának fordításán alapul.  Az eredeti cikk szerkesztőit annak laptörténete sorolja fel. Ez a jelzés csupán a megfogalmazás eredetét és a szerzői jogokat jelzi, nem szolgál a cikkben szereplő információk forrásmegjelöléseként.